# 浙江大学化学工程与生物工程学院
浙江大学化学工程与生物工程学院是浙江大学的一个学院，现属于工学部。前身是1927年由化工教育先驱李寿恒教授创立的中国第一个化学工程系。现有化学工程与工艺、生物工程、制药工程、过程装备与控制工程4个本科专业，4个专业都列入浙江大学工科试验班招生。目前有本科生471人、硕士生730人、博士生265人。

## 重点学科
- 一级学科博士点和博士后流动站：化学工程与技术（涵盖化学工程、化学工艺、生物化工、应用化学和工业催化5个二级学科博士点）
- 共建博士后流动站：动力工程及工程热物理
- 国家重点学科：化学工程、化工过程机械
- 国家重点（培育）学科：生物化工二级学科
- 浙江省重点学科：生物化工、应用化学[1]

## 师资力量
至2011年6月，有158名在职教职工、38名博士后，其中57名教授、高职人员。

## 科研
设有以下研究机构：
- 7个研究所：化学工程、联合化学反应工程、聚合与聚合物工程、生物工程、制药工程、化工机械、工业生态与环境
- 化学工程联合国家重点实验室 (浙江大学)
- 二次资源化工国家专业实验室
- 教育部工程研究中心：高压过程装备与安全
- 教育部膜与水处理技术工程研究中心，与高分子系合建

2010年科研经费10547.2万元。其中33项国家自然科学基金项目获资助1199万元。获批2项科技部“973”项目，李伯耿和杨立荣是“973”首席专家。获9项国家、省部级科研奖励，343篇论文被国际三大系统所收录。

## 交流合作
成立有“化工系国际交流与合作委员会”，与世界著名大学的专家、学者广泛进行交流合作。聘有美国、加拿大、英国、德国、法国、日本等国多位知名教授担任讲座教授、兼职教授。2010年学系教师、学生出国交流次数分别为56人次、36人次。
2010年10月，化工系与加拿大西安大略大学化工系签订了“2+2”本科生双学位联合办学协议。